# Corsavell
Corsavell és un poble del municipi d'Albanyà, administrativament de l'Alt Empordà però geogràficament de l'Alta Garrotxa, ubicat entre Albanyà i el petit nucli de Bassegoda.
Aquest poble és centrat a l'església de Sant Martí, d'estil romànic, a llevant del Puig de Bassegoda. Entres d'altres, hi destaquen els masos del Ginebre, el Serrat, Can Manel i Teies. També destaca, en aquest terme, l'ermita de Sant Joan de Bossols, que gaudeix d'una gran vista panoràmica.
Corsavell era un ens local independent a princips del Segle XIX, que el 1846 va ser agregat, juntament amb d'altres petits pobles veïns, al municipi de Bassegoda. Molt més endavant, el 1969, tots aquests pobles van passar a formar part del municipi d'Albanyà.